# Kortsluiting

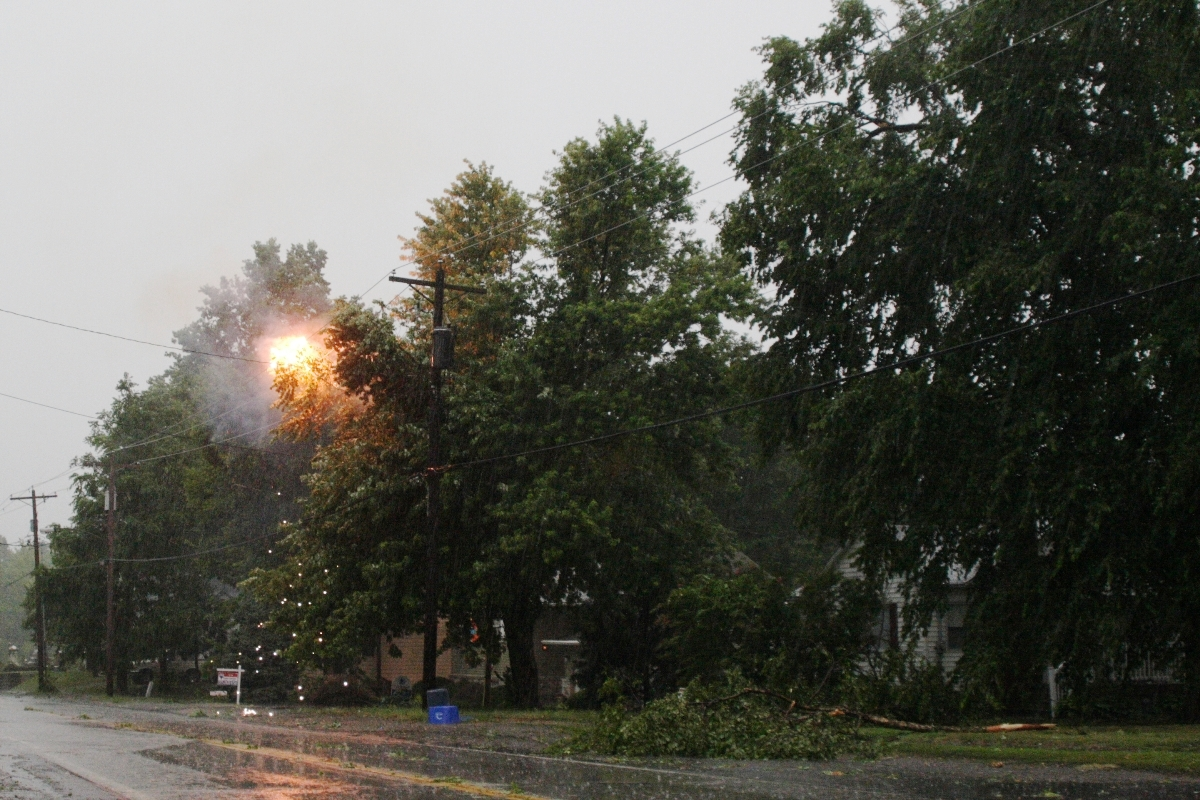
Kortsluiting in bovengrondse elektriciteitsdraden

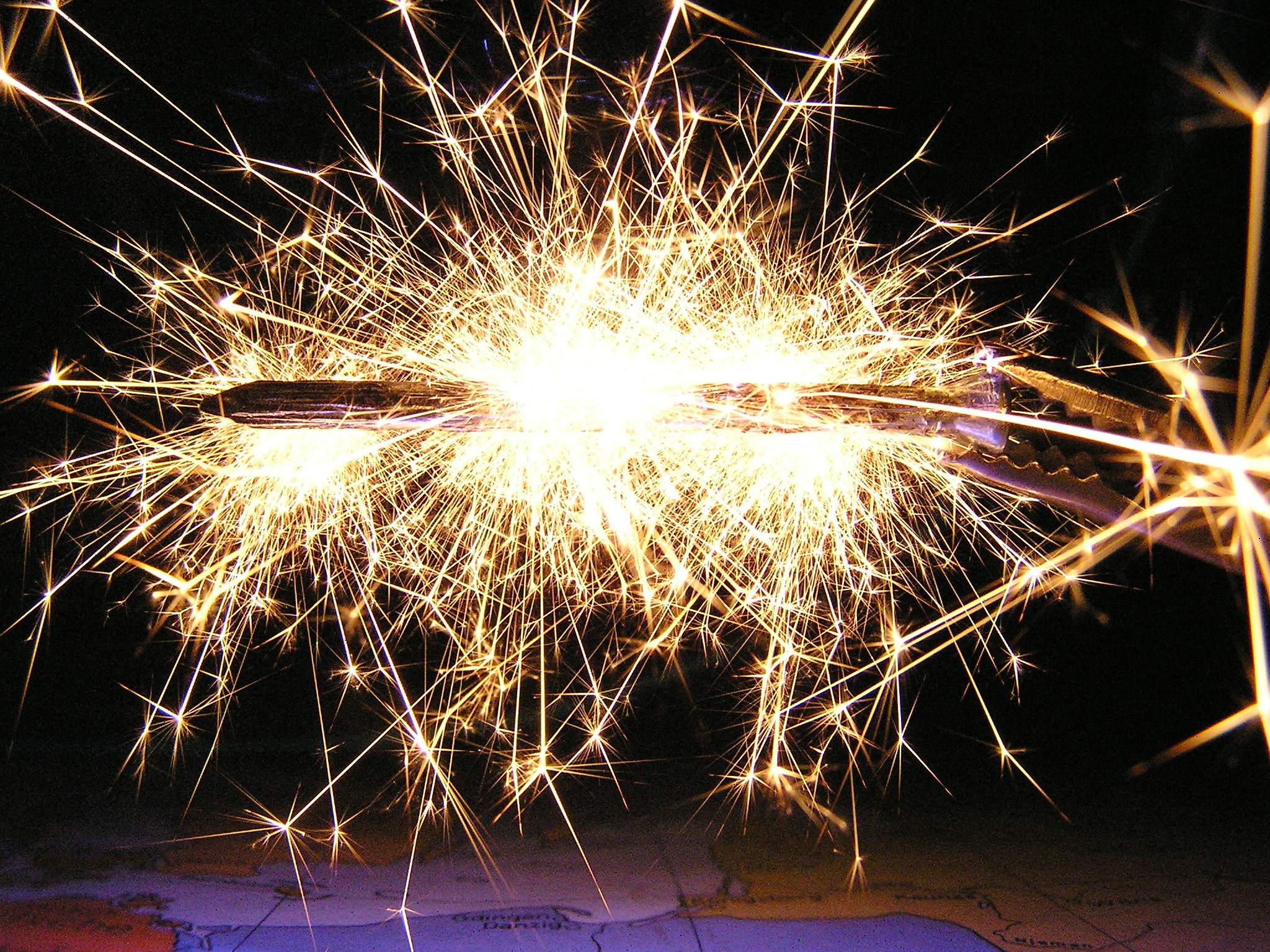
Kortsluiting tussen twee spijkers, 12 V, 20 A

Kortsluiting is in een elektrisch circuit een verbinding met lage weerstand die gewoonlijk niet aanwezig is.
Kortsluiting kan ongewenst zijn. Worden de polen van een contactdoos of andere spanningsbron kortgesloten, dan zal er een zeer grote stroom gaan lopen, wat men tracht te voorkomen met een smeltveiligheid of een installatieautomaat.
Kortsluiting kan echter ook bedoeld zijn. Het komt vaak voor dat een onderdeel wordt uitgeschakeld door het kort te sluiten. Zo maakt een trein kortsluiting tussen de beide rails, waardoor in het beveiligingscircuit een relais afvalt en de trein gedetecteerd wordt. Het spreekt voor zich dat hierbij maatregelen nodig zijn om de stroomsterkte te beperken.
Een ander voorbeeld is een telefoontoestel. Op de telefoonlijn staat een vrij hoge spanning van ongeveer 50 V. Wordt de hoorn van het toestel opgenomen, dan ontstaat er een kortsluiting, want het toestel heeft met opgenomen hoorn een lage weerstand. Er gaat een stroom lopen en de spanning over de lijn daalt. Dit wordt in de telefooncentrale gedetecteerd.

## Definitie
Elektrische stroom volgt de weg van de minste weerstand. Volgens de wet van Ohm geldt dat de totale stroomsterkte kleiner is naarmate de equivalente weerstand van het gehele circuit, of een deel daarvan, toeneemt. De spanning tussen de twee polen van een elektrisch netwerk met spanningsbronnen, stroombronnen en weerstanden is volgens de stelling van Thévenin gelijk aan een spanningsbron met een weerstand in serie. De equivalente weerstand tussen twee punten in een circuit bepaalt derhalve of er tussen die twee punten een stroom kan lopen en zo ja, hoeveel. De weerstand in de verschillende delen van een elektrisch netwerk is daarom meestal zo ingericht dat de stroom loopt via de paden die daarvoor zijn bedoeld. De stroom wordt dan als het ware door de onderlinge verschillen in weerstand 'in goede banen geleid'.
Bij kortsluiting ontstaat er een nieuwe verbinding tussen twee punten in parallelschakeling met de rest van het elektrisch circuit, waarvan de weerstand (veel) lager is dan de equivalente weerstand van het overige circuit. Hierdoor zal naar verhouding veel meer stroom door deze nieuwe verbinding gaan lopen, en omdat het een parallelschakeling betreft wordt bovendien de equivalente weerstand van het hele circuit veel lager. Als gevolg hiervan kan de stroomsterkte tussen de twee polen van de spanningsbron erg hoog worden, wat weer een sterke warmteontwikkeling veroorzaakt. Deze warmte kan de draden doen doorsmelten, en alles wat in contact komt met de draden, zoals het isolatiemateriaal, kan in brand vliegen.
Kortsluiting vindt plaats als twee polen van dezelfde stroombron elkaar raken, omdat er bij dat contact geen elektrische weerstand meer tussen de twee polen is.

## Ontstaan en gevolgen
Stroomdraden zijn over het algemeen geïsoleerd door een kunststof mantel. De draden in een transformator hebben een beschermingslaag van email of schellak. Als deze isolatie rondom de stroomdraden beschadigd raakt, dan kunnen de draden contact met elkaar maken, waardoor er een stroom gaat lopen. Bij direct contact zal er een grote stroom lopen, maar het contact kan ook lopen via een vochtig materiaal, of via een oxidatielaag. In dat laatste geval zal er geen grote stroom lopen, maar er ontstaat wel warmteontwikkeling die brand tot gevolg kan hebben. Kortsluitingen in hoog- en laagspanningsnetten kunnen brand veroorzaken.
Bij draden in bijvoorbeeld een auto, vliegtuig of onderzeeboot kan de isolatie beschadigd raken als deze tegen een scherpe rand ligt of aan een te hoge temperatuur wordt blootgesteld.
Bovengrondse hoogspanningsleidingen en telefoondraden zijn niet geïsoleerd en kunnen in heftige stormen en tornado's onbedoeld met elkaar in aanraking komen waardoor er ook kortsluiting ontstaat. Op filmbeelden van tornado's is soms een imposant vuurwerk te zien als dit plaatsvindt.
Kortsluiting kan ook ontstaan door een voorwerp dat in meer of mindere mate stroom geleidt, bijvoorbeeld een stuk metaal, water of een dier.
Bij onvoldoende beveiliging kan de kortsluitstroom zo groot zijn dat veel warmte en vonken of zelfs een vlamboog ontstaan, net als bij elektrisch lassen, met het risico van brand. De warmte die ontstaat in koperbanen op een printplaat kan de koperbaan doen verdampen. Kortsluitingen op het lichtnet kunnen worden voorkomen met een installatieautomaat of smeltveiligheid. Ontstaat er kortsluiting en is er geen goede beveiliging, dan zal er onmiddellijk brand ontstaan door de hoge kortsluitstromen in de leidingen waar de sluiting zit.
Sommige batterijen kunnen ontploffen als ze door kortsluiting te veel stroom moeten leveren.

## Beveiliging
Een eenvoudige beveiliging is een zekering. Dat kan een smeltveiligheid zijn, een mechanische zekering, of een elektronische zekering. Dat is voor huiselijk gebruik in een meterkast tegenwoordig een installatieautomaat. De in een elektrische installatie aanwezige aardlekschakelaar biedt vooral mensen bescherming tegen elektrische schokken, wanneer een persoon kortsluiting maakt tussen een apparaat en aarde.

## Muzikale toepassing
Een alternatieve muzikale techniek is het zogenaamde circuit bending. Hierbij soldeert men bewust onderdelen in elektrische componenten aan elkaar om kortsluiting te veroorzaken om daarmee terugkoppeling te genereren met een gewenst onverwacht geluid. Men kan dit ook doen door effectapparatuur aan elkaar te verbinden met snoeren. Door het geluid op plaatsen in het kortgesloten systeem af te tappen, ontstaan er nieuwe klanken uit het circuit. Deze techniek is niet ongevaarlijk en vereist enige kennis over elektriciteit.

## Overige
- Akoestische kortsluiting kan voorkomen wanneer de lucht aan de voorkant van de luidsprekerconus en de lucht aan de achterkant ervan direct met elkaar in verbinding staan.
- Er is een gelijknamige hoorspel Kortsluiting.